# Karl Stolz (Politiker, 1873)
Karl Stolz (* 8. April 1873 in St. Pölten, Niederösterreich; † 9. Oktober 1967) war ein österreichischer Unternehmer und Bürgermeister der Marktgemeinde Kirchberg an der Pielach.

## Leben
Stolz kam im Alter von zwei Jahren mit seinen Eltern nach Kirchberg an der Pielach, wo sein Vater Michael Stolz zunächst 1875 ein Geschäft der Familie Glashüter pachtete und dann 1877 auch kaufte. Das Unternehmen hatte eine lange Tradition, denn schon 1820 bestand hier ein Tabakhauptverlag. 1880 brannte diese Lokalität ab und nach dem Wiederaufbau übernahm Karl Stolz 1903 das Unternehmen.
Von 1906 bis 1930 war Karl Stolz Gemeinderat der Marktgemeinde Kirchberg an der Pielach und von 1930 bis 1938 Bürgermeister. Neben dieser Funktion war er auch Feuerwehrkommandant und Bezirksfeuerwehrkommandant sowie Sparkassendirektor der Sparkasse Kirchberg an der Pielach von 1906 bis zur Übernahme durch die Sparkasse St. Polten im Jahr 1942 und Direktionsmitglied der ADEG.
Er verstarb am 9. Oktober 1967. Bei seinem Begräbnis waren 1200 Personen anwesend, auch der Abgeordnete zum Nationalrat und Feuerwehrfunktionär Josef Scherrer hielt eine Grabrede.

## Ehrungen
- 1925: Ehrenbürger der Marktgemeinde Kirchberg an der Pielach
- 1930: Silbernes Ehrenzeichen für Verdienste um die Republik Österreich (1922)
- 1949: Berufstitel Kommerzialrat
- 1963: Goldenes Ehrenzeichen für Verdienste um das Bundesland Niederösterreich
- Bronzemedaille der Kammer der gewerblichen Wirtschaft
- Ehrendirektor der ADEG
- Ehrenmitglied der Sparkasse Kirchberg an der Pielach
- Goldene ADEG-Nadel
- Benennung einiger Verkehrswege in Kirchberg an der Pielach (K. Stolzweg, Stolzstraße)
- Diverse Ehrenzeichen für Verdienste um das Feuerwehrwesen